# Біхарі Дас
Біхарі Дас (гінді भारमल; бл. 1498 — 27 січня 1574) — раджа Амбера у 1548—1574 роках. Відомий також як Бгармал, Біхар Мал, Бгаґ Мал.

## Життєпис
Походив з династії Качваха. Четвертий син раджи Прітхві Сінґха I і Апурвадеві (доньки Лункарани Ратхор, рао Біканеру). Народився близько 1498 року. Про молоді роки відомостей обмаль. За правління своїх братів — Пуран Мала і Бгім Сінґха — зберігав вірність та брав участь у військових кампаніях.
1537 року після сходження на трон сина раджи Бгім Сінґха — Ратан Сінґха — висунув свої претензії на владу. Іншим претендентом став зведений брат Біхарі Даса — Санга (Санграм). Тому їх поодинці переміг новий раджа. Згодом отримав помилування та повернувся до Амберу.
1548 року Ратан Сінґха було отруєно братом Аскараном, якого в свою чергу повалив Біхарі Дас. Але Аскаран втік до Хаджі-хана (сурійського намісника). Той втрутився у боротьбу за владу в Амберському князівстві. Зрештою було домовлено про передачу Аскарану міста Нарвар як самостійного князівства. До 1555 року зберігав вірність Хаджі-хану, що став фактично самостійним. В свою чергу новий раджа Амберу уклав договір з Хаджі-ханом, видавши за того свою доньку Кішанаваті.
1556 року надав допомогу Маджнун-хану Кашкалу, хакіму (наміснику) Мевату. 1557 року Біхарі Дас зазнав поразки від Малдеви Ратхор, раджи Марвару, вимушен був визнати зверхність останнього. Але вже 1558 року отримав допомогу від могольського падишаха Акбара, якому допоміг зайняти Нагаур, а за тим завдати поразки Марвару. Згодом Акбар запросив раджу Амбера до двору Делі та вшанував Біхарі Даса, його синів та інших родичів, надавши почесну мантію.
1562 року Суджа (син Пуран Мала) за підтримки південної гілки клану Томар та Мірзи Мухаммада Шараф-уд-діна Хусейна, хакіма Мевату, повстав проти раджи Біхарі Даса. Останній швидко втратив владу, відступивши до лісів. Тут отримав допомогу від Аскарана, раджи Нарвару. Пообіцяв Мірзи Мухаммаду значні кошти, як запоруку тому віддав в заручники сина Джаганнатха, небіжа Хангара Сінґха (сина Джагмала), внучатого небожа Раджа Сінґха (сина Аскарана). Разом з тим налагодив контакт з Чагтай-ханом, придворним Амбару, який переконав останнього зустрітися з Біхарі Дасом в Санганері. Раджа Амберу видав свою доньку Хіру Кунварі за могольського падишаха. Натомість отримав 5 тис. сарвар (кіннотників) та визнання правителем свого князівства. Звідси раджа та його родина рушили до Агри.
Повернувшись до Амберу, спокійно керував князівством. Допомогав моголав у кампанії проти марварського раджи Чандрасени Ратхор. З 1569 року фактично розділив керування зі своїм сином Бгаґван Дасом, який 1574 року офіційно спадкував владу після смерті Біхарі Даса.